# Шерон (Северна Дакота)
Шерон (енгл. Sharon) град је у америчкој савезној држави Северна Дакота.

## Демографија
По попису из 2010. године број становника је 96, што је 13 (-11,9%) становника мање него 2000. године.
| Група             | 2000.       | 2010.      |
| Белци             | 103 (94,5%) | 90 (93,8%) |
| Афроамериканци    | 0 (0,0%)    | 0 (0,0%)   |
| Азијати           | 0 (0,0%)    | 0 (0,0%)   |
| Хиспаноамериканци | 0 (0,0%)    | 0 (0,0%)   |
| Укупно            | 109         | 96         |